# Gušteran rogook
Gušteran rogook (lat. Ceratoscopelus maderensis) riba je iz porodice Myctophidae. Ovo je mala riba dubokih voda koja naraste do 8.1 cm duljine, najčešće živi na dubinama između 700 i 1082 m po danu, dok noću ide u prema površini, gdje se zadržava u području između 12 i 300 m. Tijelo mu je oblika cigare, s velikom, kratkom tupastom glavom i velikim izbuljenim očima smještenima prema naprijed, te ustima koja dopiru iza očiju. Repna peraja je vrlo račvasta (dubokog V profila), a leđna peraja kratka. Hrani se zooplanktonom, najviše kopepodima, ostrakodima i euphausiidima, posebno tijekom noći, a sam je hrana brojnim grabežljivcima. Živi tek nešto dulje od 2 godine (po nekim istraživanjima i 3), a razmnožava se u proljeće i ljeto.

## Rasprostranjenost
Gušteran rogook živi na Atlantiku, sjeverno od linije Mauritanija-Azori-Kuba, uključujući Mediteran i sjeverni dio Meksičkog zaljeva. Prisutan je i u sjevernom dijelu Atlantika, a također i u Barentsovom moru.

## Vanjske poveznice
|  | Zajednički poslužitelj ima još gradiva o temi Gušteran rogook |
|  | Wikivrste imaju podatke o taksonu Gušteran rogook             |